# ТЕС Горо
22°19′47″ пд. ш. 166°54′46″ сх. д. / 22.32972° пд. ш. 166.91278° сх. д.
ТЕС Горо — теплова електростанція на меланезійському острові Нова Каледонія (заморська територія Франції).
Станція, що стала до ладу в 2008 році, отримала дві парові турбіни потужністю по 50 МВт. Її базовим споживачем виступив проєкт розробки гігантського нікелевого родовища Горо, що також включає в себе металургійний завод Горо. Зазначений проект у нормальному режимі має споживати 45 МВт (крім того, сам завод також може продукувати 20 МВт електроенергії утилізацією залишкового тепла технологічних процесів).
ТЕС розрахована на спалювання вугілля.
Видача продукції відбувається по ЛЕП, що працюють під напругою 150 кВ.